# Ингрид Бергманс
Ингрид Бергманс (на нидерландски: Ingrid Berghmans) е белгийска джудистка.
Тя е родена на 24 август 1961 година в Курсел, днес част от град Беринген. Започва да се състезава от ранна възраст. През 1980-те години става най-успешната джудистка в света, като печели 6 световни титли, както и златен медал на Лятната олимпиада през 1988 година, когато джудото за жени за пръв път е включено като демонстрационен спорт.